# Kvarting
En kvarting (av kvarter, 1/4 stop) är ett historiskt och kvarvarande volymmått som idag används som slanguttryck för starkspritsflaskor på 35 eller 37,5 centiliter.
Ett stop = 1,308 liter. 1/4 stop blir således 0,327 liter. Se flaska.